# 星埜守之
星埜 守之（ほしの もりゆき、1958年 - ）は、日本の文学研究者、フランス文学者。東京大学教授。専門分野は、フランス文学、クレオール文学、言語態分析。研究テーマはフランス近現代文学、フランス語圏文学。

## 来歴
米国ペンシルベニア州生まれ。東京大学大学院人文科学研究科仏語仏文学専攻修士課程修了、同研究科博士課程中退。パリ第3大学専門研究課程（DEA）修了。2005年から2006年、白百合女子大学仏文科教授、2007年、東京大学大学院総合文化研究科准教授。2012年4月より同大学院教授。

## 受賞歴
- 1998年、翻訳『テキサコ』で渋沢クローデル賞・フランス大使館エール・フランス特別賞
- 2001年、翻訳『フランスの遺言書』で小西国際交流財団の第8回日仏翻訳文学賞[6]。
- 2011年、翻訳『慈しみの女神たち』で日本翻訳出版文化賞受賞。

## 著書
- 『翻訳の地平 フランス編』澤田直共著、弘学社（アウリオン叢書）2006年
- 『文学と笑い』井上隆史共著、弘学社（アウリオン叢書）2007年
- 『ジャン＝ピエール・デュプレー（フランス語版） - 黒い太陽』水声社（シュルレアリスムの25時）2010年

### 翻訳
- ジャクリーヌ・シェニウー＝ジャンドロン『シュルレアリスム』 鈴木雅雄共訳、人文書院、1997年
- パトリック・シャモワゾー『テキサコ』（上下2巻）平凡社（新しい〈世界文学〉シリーズ）1997年
- アンドレ・ブルトン『魔術的芸術』巌谷国士監修、巌谷国士・谷川渥・鈴木雅雄共訳、河出書房新社、1997年、2002年（普及版）、2017年（普及版新版）
- アンドレイ・マキーヌ『フランスの遺言書』水声社、2000年
- ピエール・プチ『モリニエ、地獄の一生涯』人文書院、2000年
- アンドレイ・マキーヌ『ある人生の音楽』水声社、2003年
- ジェイムズ・クリフォード（英語版）『文化の窮状 - 二十世紀の民族誌、文学、芸術』太田好信・慶田勝彦・清水展・浜本満・古谷嘉章共訳、人文書院、2003年
- エリー・フォール（フランス語版）『形態の精神 I - 美術史 6』国書刊行会、2003年
- エリー・フォール『形態の精神 II - 美術史 7』国書刊行会、2006年
- フランケチエンヌほか『月光浴 - ハイチ短篇集』立花英裕共編、立花英裕・塚本昌則・星埜守之・星埜美智子・澤田直・元木淳子・管啓次郎共訳、国書刊行会、2003年
- ジェイムズ・クリフォード『人類学の周縁から - 対談集』人文書院（叢書文化研究）2004年
- ジュリア・クリステヴァ『斬首の光景』塚本昌則共訳、みすず書房、2005年
- フランソワ・デュラン＝ダステス（フランス語版）『インド・南アジア』柴田匡平共編訳、朝倉書店（田辺裕・竹内信夫監訳、ベラン世界地理大系）2007年
- エリー・フォール『中世美術 - 美術史 2』小池寿子共訳 国書刊行会 2010.5
- ジョナサン・リテル『慈しみの女神たち』菅野昭正・篠田勝英・有田英也共訳、集英社、2011年
- ミシェル・ウエルベック『H・P・ラヴクラフト - 世界と人生に抗って』国書刊行会、2017年
- ジェイムズ・クリフォード『リターンズ　二十一世紀に先住民になること』みすず書房、2020年